# قرار مجلس الأمن التابع للأمم المتحدة رقم 778
قرار مجلس الأمن التابع للأمم المتحدة رقم 778، المعتمد في 2 تشرين الأول / أكتوبر 1992، بعد التذكير بالقرارات 687 (1991)، 688 (1991)، 692 (1991)، 699 (1991)، 706 (1991) و712 (1991)، قرر المجلس، بموجب الفصل السابع، أن يأذن للدول التي لديها أموال من بيع النفط العراقي بتحويل الأموال إلى حساب الضمان بموجب القرارين 706 و712، والتي سيتم تحويل 30 في المائة منها إلى لجنة التعويضات التابعة للأمم المتحدة.
وأشار القرار إلى أن تحويل الأموال من قبل دولة لا يمكن أن يكون أكثر من 200 مليون دولار أمريكي، ويمكن أن يستبعد من العملية أي أموال تم الإفراج عنها بالفعل إلى صاحب مطالبة أو مورد قبل اعتماد القرار الحالي. كما قررت أن تتخذ جميع الدول خطوات لشراء أو ترتيب بيع النفط العراقي أو المنتجات البترولية بالقيمة السوقية العادلة ثم تحويل الأموال إلى حساب الضمان.
ثم قرر المجلس أن على الدول، بما في ذلك البنوك والهيئات الأخرى، تزويد الأمين العام بطرس بطرس غالي بأي معلومات مطلوبة لضمان التنفيذ الفعال للقرار. كما طلب من الأمين العام:
(أ) التحقق من مكان ومقادير المنتجات البترولية المذكورة وعائدات البيع المذكورة أعلاه؛
(ب) التأكد من تكاليف أنشطة الأمم المتحدة المتعلقة بإزالة أسلحة الدمار الشامل، وتقديم الإغاثة الإنسانية في العراق والعمليات الأخرى؛
(ج) تحويل ما لا يزيد عن 30 في المائة من القيمة السنوية لصادرات العراق من النفط والمنتجات النفطية إلى لجنة التعويضات؛
(د) استخدام ما تبقى من الأموال لعمليات وأنشطة الأمم المتحدة؛
(هـ) السداد، من أي أموال متاحة في حساب الضمان، أي مبلغ تم تحويله إلى الحساب أو الدولة التي تم التحويل منها، إذا وجد أن التحويل في أي وقت لم يكن من الأموال الخاضعة لهذا القرار.
نص القرار على أن تنفيذ القرار لن يكون له أي تأثير على الحقوق والديون والمطالبات القائمة فيما يتعلق بالأموال قبل تحويلها إلى حساب الضمان، وأن الحسابات التي تم تحويل هذه الأموال منها ستظل مفتوحة لإعادة تحويل الأموال المعنية. وأكد من جديد أيضاً أن لجنة التعويضات وحساب الضمان يتمتعان بجميع امتيازات وحقوق الأمم المتحدة، بما في ذلك الحصانة من الإجراءات القانونية.
تمت الموافقة على القرار بأغلبية 14 صوتاً مع امتناع الصين عن التصويت.
وقد جمعت التدابير المذكورة أعلاه حوالي 101.5 مليون دولار أمريكي، أي أقل بقليل من 106.5 مليون دولار التي قدر الأمين العام.

## روابط خارجية
- نص القرار في undocs.org